# Kūrān Torkīyeh
Kūrān Torkīyeh (persiska: کوران کرویه) är en ort i Iran.   Den ligger i provinsen Nordkhorasan, i den nordöstra delen av landet, 600 km öster om huvudstaden Teheran. Kūrān Torkīyeh ligger 1 423 meter över havet och antalet invånare är 643.
Terrängen runt Kūrān Torkīyeh är varierad.Runt Kūrān Torkīyeh är det ganska glesbefolkat, med 38 invånare per kvadratkilometer. Närmaste större samhälle är Fārūj, 18,9 km söder om Kūrān Torkīyeh. Omgivningarna runt Kūrān Torkīyeh är i huvudsak ett öppet busklandskap.